# Lonwolwol
Le lonwolwol (ou Craig Cove, ou fali ou fanting ou ambrym de l’Ouest) est une langue océanienne, parlée par 1 200 locuteurs au Vanuatu, dans l’ouest d’Ambrym et à Éfaté, dans le village Maat. Il comporte deux dialectes principaux.